# هشت بنگله (منازل سازمانی راه‌آهن)
هشت بنگله (منازل سازمانی راه آهن) مربوط به دوره پهلوی اول است و در اهواز، بین مدرس و خیابان فلسطین، روبروی فرمانداری واقع شده و این اثر در تاریخ ۱۱ بهمن ۱۳۷۸ با شمارهٔ ثبت ۲۵۷۵ به‌عنوان یکی از آثار ملی ایران به ثبت رسیده است.